# إدارة كاليفورنيا

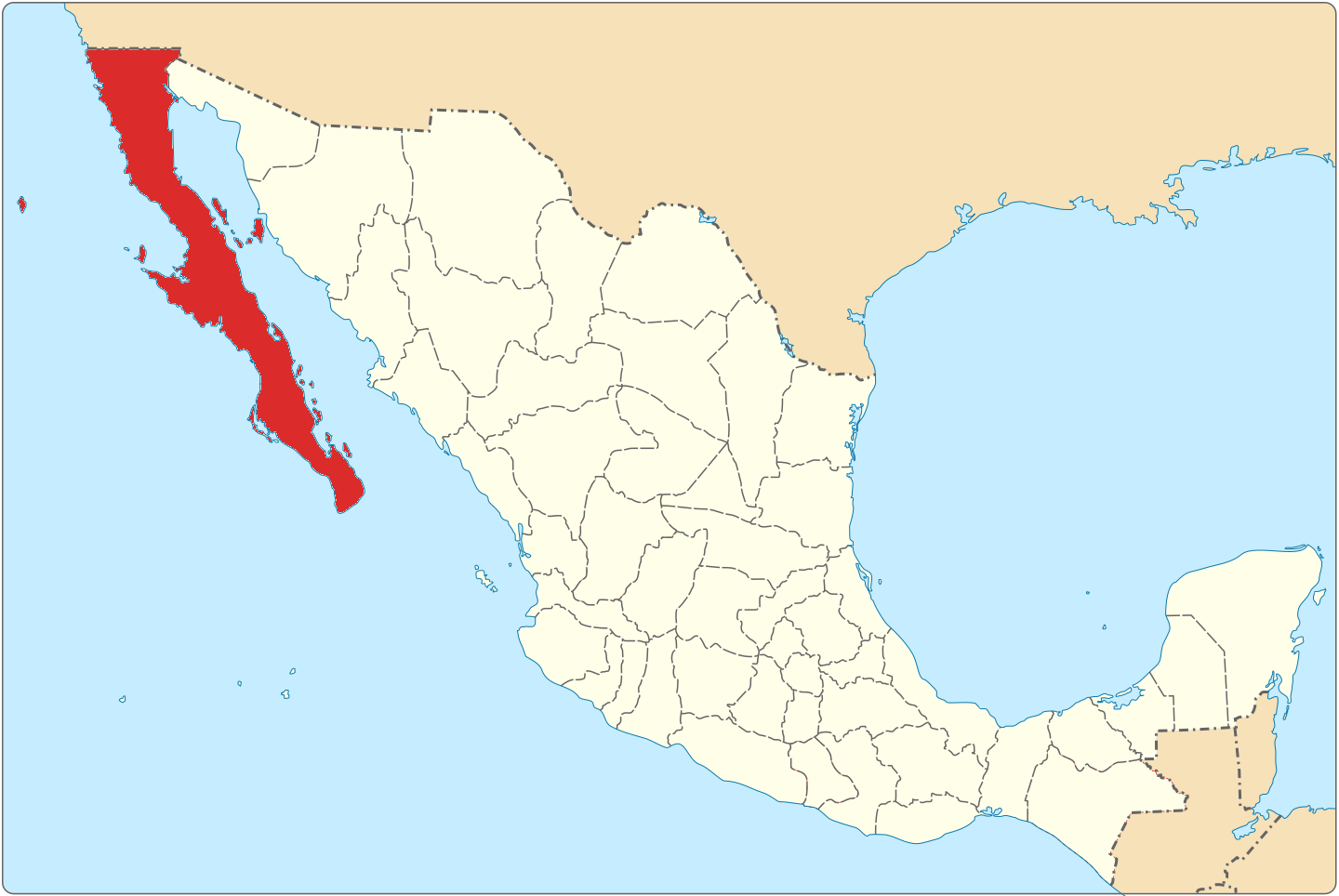
إدارات الإمبراطورية المكسيكية الثانية. كانت إدارة كاليفورنيا في الشمال الغربي.

كانت إدارة كاليفورنيا إحدى إدارات الإمبراطورية المكسيكية الثانية (1863-1865) في المكسيك عقب فترة ما بعد الاستعمار. شملت الإدارة جميع شبه جزيرة باخا كاليفورنيا، لكنها لم تتضمن أيًا من كاليفورنيا العليا السابقة (ولاية كاليفورنيا الحالية)، والتي تم التنازل عنها للولايات المتحدة في عام 1848. تقع الولايات المكسيكية الحالية باها كاليفورنيا وباها كاليفورنيا سور حيث كانت الإدارة سابقًا.